# Eje Öberg

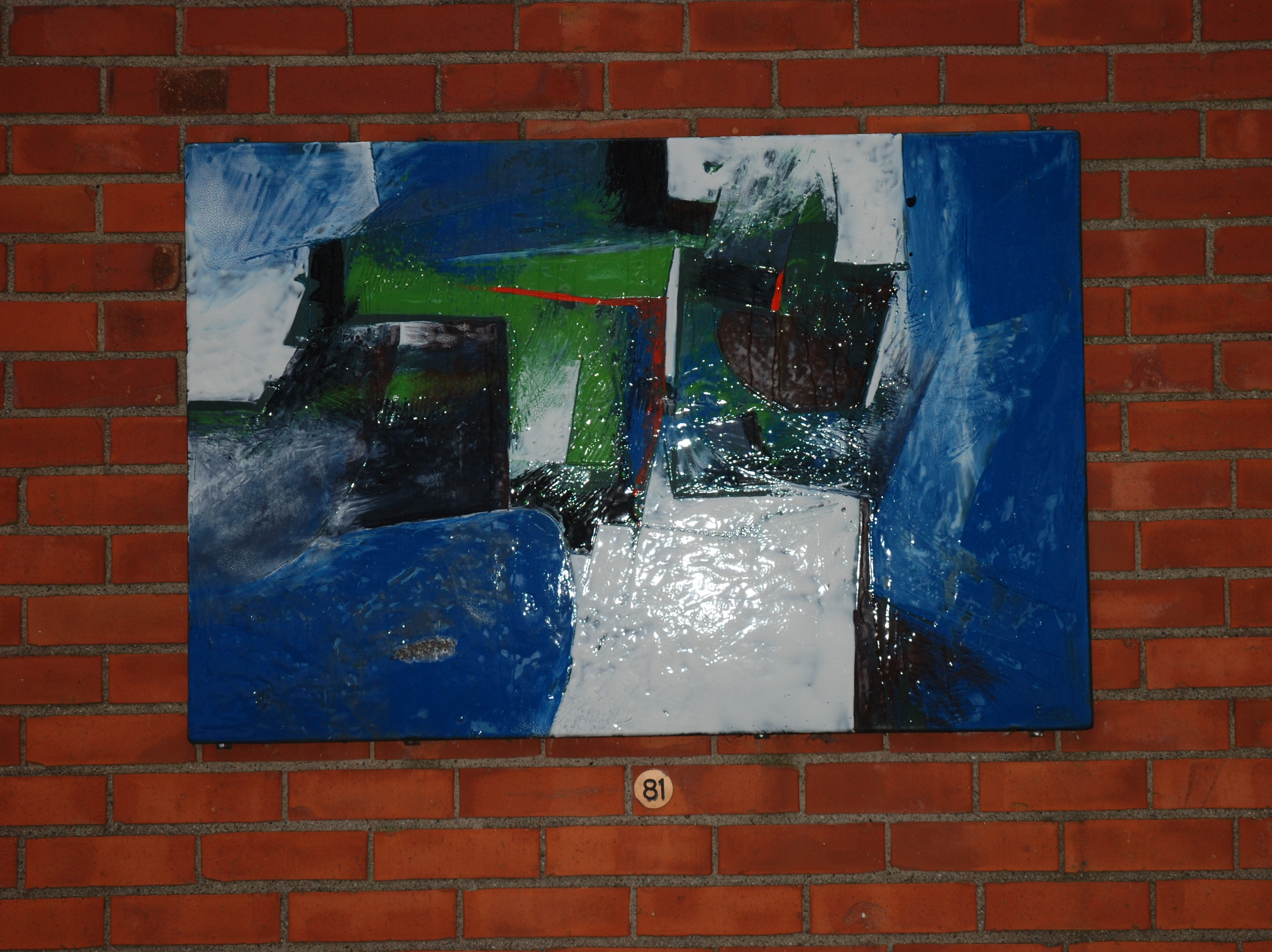
Emalj på yttervägg, Vår Gård i Saltsjöbaden.

Nils Erik "Eje" Öberg, född 3 augusti 1929 i Helsingfors, död 28 februari 2000 i Brännkyrka församling i Stockholm, var en svensk keramiker och målare.
Eje Öberg var son Nils Öberg och Signe Lorentzon och från 1953 gift med Gunn Margaretha Öberg samt sonson till Thure Öberg (1872–1935), formgivare på Arabia. Han växte upp i Helsingfors och var huvudsakligen autodidakt som konstnär. Han började som keramiker på Gustavsbergs porslinsfabrik 1955 och arbetade där under Stig Lindbergs ledning tillsammans med bland annat Lisa Larson (född 1931) och Britt-Louise Sundell Nemes (1928–2011). För att förkovra sig genomförde han flera studieresor till bland annat Finland, Schweiz, Paris och Sovjetunionen under tidigt 1960-tal. På Gustavsbergs formgav han stengodsalster men på sin fritid experimenterade han med att skapa konst i vinyl, akryl, järn koppar, aluminium och emaljmålning. Han var anställd vid  Gustavsberg på heltid som emaljmålare fram till 1971. Tillsammans med Sam Middleton ställde han ut sina emaljarbeten i Stockholm 1961 och tillsammans med Eric Olsson och Alf Jarnestad i Olofström. Han medverkade i samlingsutställningar på Gustavsbergs utställningshall i Stockholm, Malmö museums vandringsutställning 8 emaljmålare, aspect 61, Liljevalchs konsthalls Stockholmssalonger Riksförbundet för bildande konsts vandringsutställningar  samt separat i flera svenska landsortsstäder. 
Öberg är representerad på bland annat Nationalmuseum, Moderna museet  och Kunstindustrimuseet i Trondheim. Han är begravd på Brännkyrka kyrkogård.

## Offentliga verk
- Emalj, på yttervägg på Vår Gård, Saltsjöbaden
- Emalj (1958), trapphallen i Domus i Västervik  (numera Västerport) och i  Arvika
- Emalj, (1965), Nacka sjukhus
- Emalj, Hotell S:t Jörgen i Malmö
- Emalj (1966), Täljebadet i Södertälje
- Järnplåt, 30 m² (1965), Alfa Lavals huvudkontor i Tumba